# EZ DO DANCE (アルバム)
『EZ DO DANCE』（イージー・ドゥ・ダンス）は、trfの2枚目のスタジオ・アルバム。1993年7月21日にavex traxから発売された。

## 解説
- シングル盤「EZ DO DANCE」の裏ジャケットや本作品の帯にはミニアルバムと紹介されていた。
- 小室哲哉が当時抱えていた「どこまで洋楽のエッセンスを持って、どこまでポップス向けのサウンドにするか?」という問題に対して、本作に対する反応で「サウンドがクラブ向けで、歌メロが歌謡曲がいい」という答えを得た[1]。
- 7・8曲目に収録のリミックスは、小室が音の抜き差しの指示を出し、ミキシング担当のピート・ハモンドが実作業を行う形で製作された[2]。

## 収録曲
| 全作詞: 小室哲哉・KOO、全作曲・編曲: 小室哲哉。 |                                       |                 |            |      |
| #                                               | タイトル                              | 作詞            | 作曲・編曲 | 時間 |
| 1.                                              | 「EZ DO DANCE」                       | 小室哲哉 ・ KOO | 小室哲哉   | 4:25 |
| 2.                                              | 「ROCK IT ON!!」                      | 小室哲哉 ・ KOO | 小室哲哉   | 4:50 |
| 3.                                              | 「ISLAND ON YOUR MIND」               | 小室哲哉 ・ KOO | 小室哲哉   | 4:23 |
| 4.                                              | 「ON MY WAY」                         | 小室哲哉 ・ KOO | 小室哲哉   | 4:28 |
| 5.                                              | 「ONE MORE NIGHT」                    | 小室哲哉 ・ KOO | 小室哲哉   | 5:21 |
| 6.                                              | 「RAVING ZONE」                       | 小室哲哉 ・ KOO | 小室哲哉   | 5:07 |
| 7.                                              | 「EZ DO DANCE (UK DANCE VERSION)」    | 小室哲哉 ・ KOO | 小室哲哉   | 6:46 |
| 8.                                              | 「ONE MORE NIGHT (UK DANCE VERSION)」 | 小室哲哉 ・ KOO | 小室哲哉   | 5:22 |
| 合計時間:                                       | 合計時間:                             | 40:42           |            |      |

## 楽曲解説
1. EZ DO DANCE
2ndシングル。
シングル盤と同一のアレンジだが、ステレオ・イメージが左右逆になっている。
ブリストル・マイヤーズ スクイブ（現・ファイントゥデイ）「シーブリーズ '93」CMソング。
2. ROCK IT ON!!
3. ISLAND ON YOUR MIND
Bメロとサビについて小室がメインボーカルをとっており、TRFにとって珍しい曲である。
4. ON MY WAY
5. ONE MORE NIGHT
フジテレビ『RAVE'N ROUGE』番組テーマ曲。
6. RAVING ZONE
7. EZ DO DANCE (UK DANCE VERSION)
アルバム1曲目のリミックス。
8. ONE MORE NIGHT (UK DANCE VERSION)
アルバム5曲目のリミックス。

## クレジット
- Produced : 小室哲哉
- Mixed : Pete Hammond, Steve Hammond
- Synclavier Operator : たかはしたくや
- Studio Engineer : 飯島周城
- Executive Producer : 依田巽
- General Producer : 松浦勝人
- Co-Producer : 千葉龍平
- Director : なとりとしあき
- Co-Director : 冬野竜彦
- Assistant : 前川ひろき (Hiroki "Vanity" Maekawa)
- Coordinator : 阿部元博
- Art Direction : さとうかずのり, さとうのりやす